# Electronic Entertainment Expo 2021
Electronic Entertainment Experience 2021 (E3 2021) — 26-я по счету выставка-шоу индустрии компьютерных игр, организованная Entertainment Software Association (ESA); в ходе выставки, прошедшей 12—15 июня 2021 года производители оборудования, разработчики программного обеспечения и издатели из индустрии видеоигр представили новые и перспективные продукты. В отличие от выставок предыдущих лет, проходивших в выставочном центре Los Angeles Convention Center с большим скоплением посетителей, E3 2021 в связи с пандемией COVID-19 была организована как виртуальное онлайн-мероприятие; изменённое название — Experience вместо Expo — подчеркивало его особый виртуальный характер. Выставка включала в себя презентации крупных издателей, транслируемые со сцены в Лос-Анджелесе, фестиваль игр с участием множества меньших студий и издателей, и шоу с вручением наград; для компаний, представителей СМИ и бизнеса были организованы онлайн-встречи. Ведущими виртуальных мероприятий были Грег Миллер, Джеки Цзин и Алекс «Голденбой» Мендес.
В мероприятии приняли участие компании Nintendo, Microsoft, Capcom, Ubisoft, Take-Two Interactive, Warner Bros. Warner Bros. Interactive Entertainment, Gearbox Software, «Koch Media», Square Enix, Sega,«Turtle Beach» , Verizon, Bandai Namco и «Xseed Games». Konami планировала участвовать, но позднее было объявлено, что они не готовы появиться на E3, так как они заняты разработкой нескольких проектов, которые они представят позже.

## Подготовка
Выставка Electronic Entertainment Expo проводилась с 1995 года ежегодно, но в 2020 году была отменена в связи с пандемией COVID-19. Ассоциация ESA, выступающая как организатор выставки, намеревалось провести очное мероприятие в 2021 году в обычные июньские даты, как было заявлено партнерам в апреле 2020 года, но была вынуждена изменить свои планы из-за продолжающихся проблем с COVID-19. В то время как мероприятие 2021 года было полностью онлайн, ESA планировала вернуться к очному мероприятию к 2022 году. E3 2021 был бесплатным для всех желающих.
Для проведения онлайн-мероприятия ESA предложила общественности мобильное приложение и онлайн-портал. Представители средств массовой информации и прессы получили доступ к этому приложению и порталу 7 июня, за неделю до начала мероприятия. Открытый доступ к приложению и порталу появился 12 июня. Приложение и портал использовались для доступа к игровым витринам, панелям разработчиков и пресс-конференциям, причем часть этого контента также отражалась на потоковых сервисах. Представители СМИ смогли зарегистрироваться для доступа, начиная с 24 мая, в то время как профессионалы отрасли, создатели и влиятельные лица смогли зарегистрироваться 31 мая. Общие представители общественности смогли зарегистрироваться 3 июня.

## Пресс-конференции

### Ubisoft
Компания Ubisoft провела онлайн-пресс-конференцию Ubisoft Forward 12 июня 2021 года в 12:00 по тихоокеанскому времени. Во время мероприятия освещались игры Tom Clancy's Rainbow Six Extraction, Rocksmith +, Riders Republic, Tom Clancy's Rainbow Six: Siege, Assassin's Creed Valhalla, Just Dance 2022, Far Cry 6, Mario + Rabbids Sparks of Hope и Avatar: Frontiers of Pandora.

### Microsoft/Bethesda
Microsoft и Bethesda Softworks провели совместную пресс-конференцию 13 июня 2021 года в 20:00 по московскому времени. Представленные игры: Starfield, S.T.A.L.K.E.R. 2: Heart of Chornobyl, Back 4 Blood, Contraband, Sea of Thieves, Battlefield 2042, 12 Minutes, Psychonauts 2, Fallout 76, The Elder Scrolls Online, Party Animals, Hades, Somerville, Halo Infinite, Diablo II Resurrected, A Plague's Tale: Requiem, Far Cry 6, Slime Rancher 2, Atomic Heart, Replaced, Grounded, Among Us, Eiyuden Chronicle: Hundred Heroes, The Ascent, The Outer Worlds 2, Microsoft Flight Simulator, Forza Horizon 5 и Redfall

## Список показанных игр
Ниже представлен список игр, которые были показаны на E3 2021.
| Capcom - The Great Ace Attorney Chronicles - Monster Hunter Rise - Monster Hunter Stories 2: Wings of Ruin - Resident Evil Village Gearbox Software - Godfall - Homeworld 3 - Tiny Tina's Wonderlands - Tribes of Midgard Xbox Game Studios/Bethesda Softworks - Forza Horizon 5 - Halo Infinite - Microsoft Flight Simulator - Psychonauts 2 - Sea of Thieves - The Outer Worlds 2 - The Elder Scrolls Online - Fallout 76 - Redfall - Starfield | Nintendo - Advance Wars 1+2: Re-Boot Camp - Cruis'n Blast - Hyrule Warriors: Age of Calamity - Untitled The Legend of Zelda: Breath of the Wild sequel - The Legend of Zelda: Skyward Sword HD - Mario Golf: Super Rush - Mario Party Superstars - Metroid Dread - Super Smash Bros. Ultimate - WarioWare: Get It Together! Square Enix - Legend of Mana - Life Is Strange Remastered Collection - Life Is Strange: True Colors - Marvel’s Avengers - Guardians of the Galaxy - Stranger of Paradise: Final Fantasy Origin Ubisoft - Assassin's Creed Valhalla - Avatar: Frontiers of Pandora - Far Cry 6 - Just Dance 2022 - Mario + Rabbids Sparks of Hope - Riders Republic - Rocksmith+ - Tom Clancy's Rainbow Six Extraction - Tom Clancy's Rainbow Six Siege |